# 無残絵

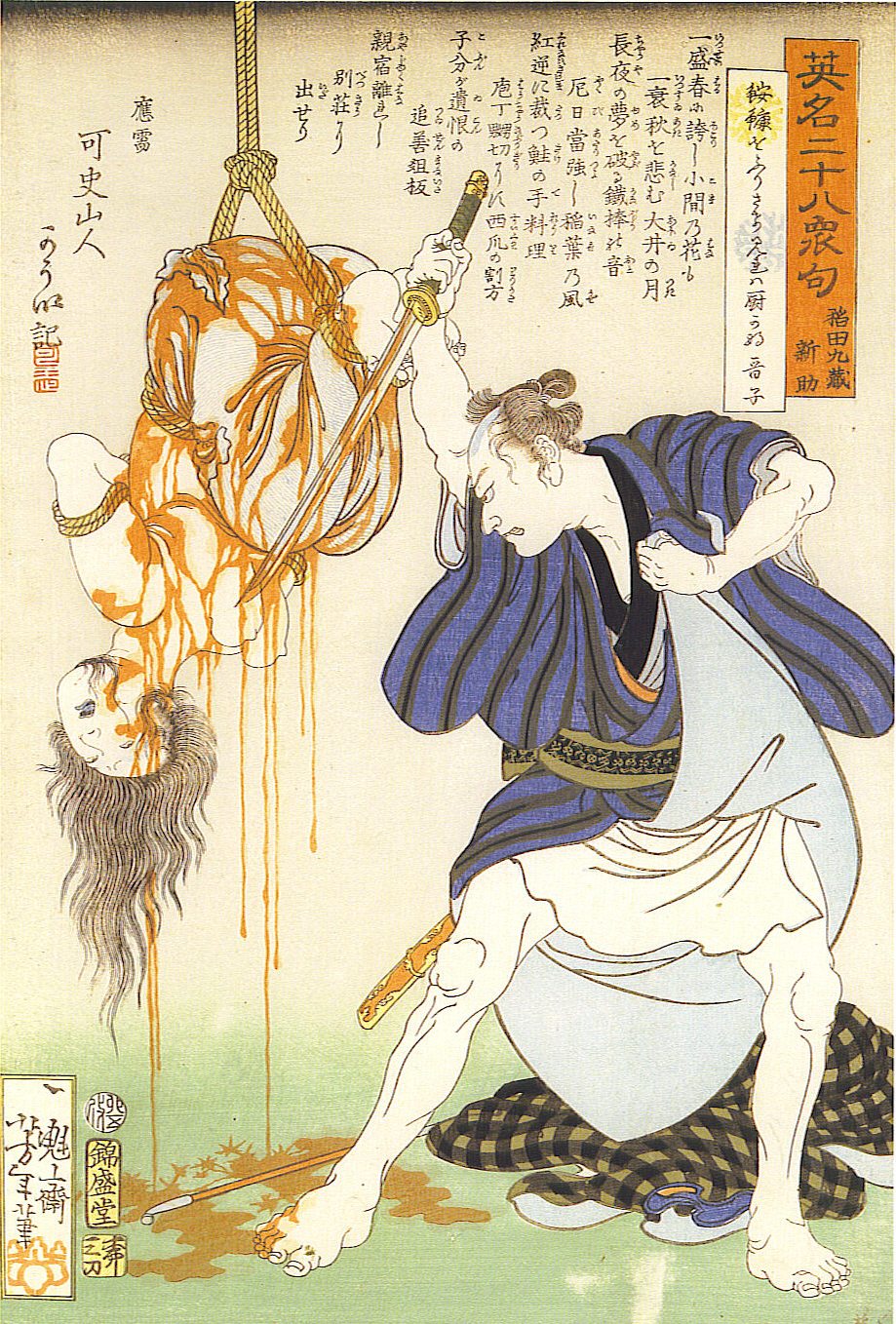
月岡芳年『英名二十八衆句』の内「稲田九蔵新助」図

無残絵（むざんえ）は、江戸時代末期から明治時代にかけて描かれた浮世絵の様式のひとつである。『英名二十八衆句』『東錦浮世稿談』『魁題百撰相』の3つが代表的作例。その多くは、芝居の中の殺しの現場などをテーマとしており、画中に血液、血痕などを殊更に色鮮やかに描いているため、「血みどろ絵」、「残酷絵」、また「無惨絵」とも表記される。

## 歴史と作例

### 英名二十八衆句
無残絵は、幕末から明治初年にかけて、当該時期における不穏な時代世相を背景に制作された。作品数は多くないが、何れも歌川国芳門下の落合芳幾と、その弟弟子の月岡芳年によって制作されている。最も刊行の早い作品は、慶応2年（1866年）から慶応3年（1867年）に版行された「英名二十八衆句」であり、これは全28枚の揃物で、芳幾、芳年が各14枚ずつ担当した競作である。この作品は国芳による「鏗鏘手練鍛の名刃（さえたてのうちきたえのわざもの）」に描かれた芝居小屋の中の血みどろを参考にしており、これに触発されて制作された。当時はこのような見世物が流行っていたのであった。多くの主題を、例えば「東海道四谷怪談」（「直助権兵衛」）や、「夏祭浪花鑑」（「団七九郎兵衛」）などの幕末の芝居に取材しているが、それにもかかわらず奇妙なリアリティを漂わせているのが特徴である。人物の相貌や人体表現は国芳以来の武者絵の型に則っているが、凶器の包丁に刻まれた銘や、光沢を見せヌメヌメとした質感すら感じさせる血、あるいは血液の執拗な描写が極めて印象的である。取分け、芳年は血のりの感じを出すために絵の具に膠（獣類の皮、骨、腸などを煮出した液を冷まして固めたもの）を使用している。全ての作品が血がしたたる凄惨なもので、後の彼の発病を予感させる錦絵である。この血みどろな残酷シーンは、後の戊辰戦争、上野戦争の直後、弟子の旭斎年景を連れて彰義隊の死体を実見して描いたといわれる「魁題百撰相」に表現された死のエクスタシーへと結実していく。

### 東錦浮世稿談
「英名二十八衆句」以外の無残絵は全て芳年が描いており、慶応3年（1867年）版行の「東錦浮世稿談」、明治元年（1868年）から明治2年（1869年）版行の「魁題百撰相」が挙げられる。「東錦浮世稿談」のタイトル「稿談」は「講談」にかけており、歌舞伎狂言に取材している。総数27図とされ、釈文は仮名垣魯文。このシリーズでも国芳以来の武者絵の表現を継承しているが、血はあたかも衣装のように描かれている。また、幕末期時期の浮世絵作品としては珍しく、暗喩の意識が薄く、隠されたテーマがあまり見出だせないのが特徴である。

### 魁題百撰相

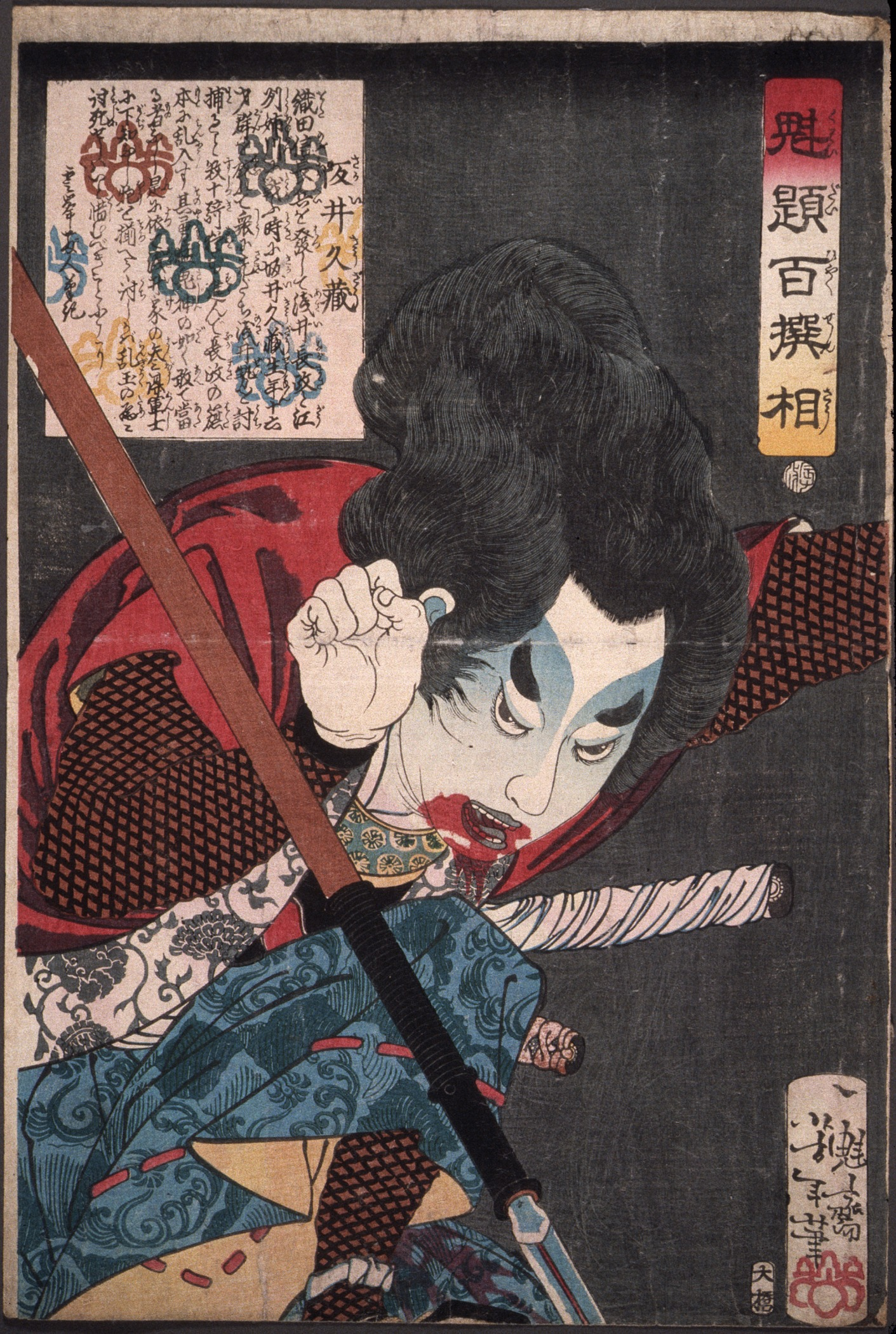
月岡芳年『魁題百撰相』の内「阪井久蔵」図

「魁題百撰相」の題名は「海内（かいだい）百戦争」の語呂合わせになっており、一魁斎が百人の相貌を撰んで題すという意味を表している。歴史上の武将の名をそれと分かるように変えて描いた武者絵のシリーズで、上半身の人物を一図に一人ずつ収めた肖像画である。現在65点が確認されている。主題の大部分は戦国時代の人物だが、図柄から明らかに上野戦争を題材に描いている。背景は暗色に覆われ、ほぼ無背景なのが特徴である。人物造形には、国芳の「誠忠義士肖像」の影響が指摘されている。
従来、無残絵は芳年の独擅場といわれてきたジャンルであり、「英名二十八衆句」における血の手形の頻用から、この絵師の血への嗜好を読み取る向きもある。しかし、明治に入ってからの「魁題百撰相」においては、血が描かれているのは3分の1にすぎず、ある種の静かな死の様が冷静に描かれている。これは、芳年の孫娘によって語られた逸話である、彰義隊の戦場跡をスケッチに赴いたという芳年の経験と無縁ではないと思われる。これら無残絵の存在は、浮世絵が常に時代に敏感であったことの証と考えるのが妥当であるといえる。このような無残絵は、閉鎖的で流動しない泰平の世に倦み、理想的な美を追う反面、刺激的な悪や醜を見るといった時代の反映であり、また、人間の深層心理にも根ざしていると考えられる。そういう点においても、浮世絵師たちは、御用絵師、狩野派などといった本絵師がうかがい知ることも、また考えもしなかった「血みどろ絵」、ブラッディ・シーンなどの人間の深いどろどろとしたところにまで踏み込んでいったのであるといえる。
幅広い芳年の作品群の中でも、無残絵は芥川龍之介、谷崎潤一郎、三島由紀夫、江戸川乱歩らの近現代作家の創作活動に強烈な刺激を与えたといわれる。

## 参考図書
- 浮世絵 藤懸静也 雄山閣 1924年
- 菅原真弓 「「血みどろ絵」考」『京都造形芸術大学紀要 二〇〇七』 第12号、2008年11月20日、pp.97-113
- 月岡芳年・丸尾末広・花輪和一共作『江戸昭和競作 無惨絵―英名二十八衆句』1988年リブロポートISBN　978-4845703128